# バイオハザードII アポカリプス
『バイオハザードII アポカリプス』（バイオハザードツー アポカリプス、Resident Evil: Apocalypse）は、2004年に制作されたアメリカ・イギリス・ドイツ合作のホラーアクション映画。2002年に制作された映画『バイオハザード』（以降、『I』）の正式な続編である。サブタイトルの『アポカリプス』とは、『黙示録』を意味する。『黙示録』とは新約聖書における最後の一書のことであり、そこには世界の破滅やイエス・キリストの再来などの預言的内容が象徴的表現で描かれている。
前回での地下研究施設からの脱出の直後の物語として描かれており、施設から脱出したアンブレラ社の特殊部隊だった女性を主人公に、前回のバイオハザードの影響が波及し、全体がバイオハザードに見舞われた架空の都市、ラクーンシティを舞台とし、バイオハザードによって発生したアンデッドや生物兵器とウィルス感染を免れた生存者たちとの戦い、ラクーンシティからの脱出までの戦いが描かれる。

## 概要
カプコンのビデオゲーム『バイオハザードシリーズ』の映画化権を持つコンスタンティン・フィルムから監督に抜擢され、前作の監督・脚本・製作を担当した ポール・W・S・アンダーソンは、同時期に制作していた『エイリアンVSプレデター』に監督として参加し、撮影に入っていたため、本作では脚本と製作に周り、ポールが指名する形で、本作の監督はアレクサンダー・ウィットが担当することになった。主演のアリス役は『I』に引き続きミラ・ジョヴォヴィッチが務める。
シリーズの他の作品はPG-12指定を受けているが本作はシリーズで唯一受けていない。
本作に登場するキャラクターやクリーチャー、舞台背景、物語などは、原作ゲーム『バイオハザード3 LAST ESCAPE』（以降、『3』）から非常に強い影響を受けており、同ゲームのシーンや演出などが映画においても多く再現されている。
日本では本作から、ソニー配給になっている。

## ストーリー
アンブレラ社の地下秘密研究所「ハイブ」でのバイオハザード発生から2日後、汚染は研究所内部で食い止められたことで、その真上にあるラクーンシティの住民たちはいつもと変わらぬ日常を送ることができた。しかし、ハイブで起きた事件を調査すべく派遣されたアンブレラ社の社員が封鎖された地下入り口を開けると、高濃度のウイルス反応が検知され調査隊は内部から出てきたクリーチャーによって襲われてしまう。その結果、ウイルスによる汚染が街にまで蔓延し人々は次々と感染してゾンビ化、街中で人を襲い始めて、連鎖的にアンデッドたちが溢れ出し、壊滅状態になった。事件の隠蔽を図るアンブレラ社は、中央警備局（以降、「CSA」）やU.B.C.S.を派遣してラクーンシティを封鎖。U.B.C.S.隊長のカルロス・オリヴェイラは、ビル屋上でアンデッドに追われていた女性を助けるが、彼女は既にアンデッドに噛まれた後であり、ゾンビ化する絶望から飛び降り自殺してしまう。ほぼ同じ頃、アンブレラ社は敵の侵攻を食い止めるべく出動した警官隊に警備部隊を応援として派遣したものの圧倒的な敵の物量に為す術なく壊滅。さらに街の外へ出るゲートに向かう避難民の中から感染者が発生した事実を受けて、感染が街の全域に到達し制圧が失敗したと認識して感染拡大阻止のため別の手を打つことを決定した。
一方、町に取り残された人々の中にはS.T.A.R.S.に所属し、不祥事を起こして停職処分を受けていたジル・バレンタインの姿があった。ジルは同僚の警官や一般市民を連れ、教会へ辿り着く。だが、その中には既に3匹のリッカーたちが待ち構えていた。何とか反撃を試みるものの、敏捷なそれらに翻弄されて絶体絶命の窮地を迎えた時、オートバイに乗った女性が教会のステンドグラスを割って飛び込んでくる。女性は背負っていた散弾銃を手にすると、素早い身のこなしで瞬時にリッカーたちを殲滅してみせた。女性の名はアリス。ハイブから生還した唯一の人物だった。
その頃、町の外れに設けられたアンブレラ社の仮設テントでは、今回の事件の発端となったT-ウイルスを開発した博士チャールズ・アシュフォードがノートパソコンを使って町のメインコンピュータの監視システムへ侵入し、一人娘アンジェラ・アシュフォードの姿を探していた。アンジェラは事故の発生を察知したアンブレラ社が関係者を街から退避させる際に交通事故に遭い、行方不明となっていたのだ。「アンジェラを救うには、半身不随で車椅子による移動を余儀なくされている自分に代わって動ける生存者を探す必要がある」と考えたチャールズは、町中をさまようアリスたちへの接触を試みていた。ところが、アリスたちの背後にはネメシスの影が迫っていた。

## キャスト
詳細はバイオハザードシリーズの登場人物やリンク先の個別項目を参照。

### 主要人物
アリス・アバーナシー（Alice）
演 - ミラ・ジョヴォヴィッチ
元アンブレラ社の特殊工作員で、本作の主人公。前作でラクーンシティ地下の極秘研究所ハイブを環境保護活動家のマット・アディソンとともに脱出した直後、アンブレラ社の研究員に拘束させられ、ラクーンシティ病院に運ばれた。
T-ウイルスに汚染されたハイブから全くウイルスに感染することなく脱出を果たしたことから、アンブレラ社の科学部門のヘッドであるアイザックス博士から、アンブレラ社が計画する実験への適性を見込まれて、ラクーンシティ病院でT-ウイルスを投与され続けた。結果としてウイルスを細胞レベルで取り込み、肉体的な変異を伴わずに超人的な身体能力を得ることに成功した。
マット・アディソン（Matt Addison）
演 - エリック・メビウス
前作でアリスと共にハイブの惨劇を生き残った人物。本作ではアリスの回想映像で登場する。ハイブ脱出後、研究員に拘束されてラクーンシティ病院へ運ばれて「ネメシス計画（Nemesis Program）」の実験台にされた。

### S.T.A.R.S.(ラクーンシティ警察特殊部隊)
ラクーンシティで多発するテロ事件や事故に対処するために、民間企業であるアンブレラ社が、多額の資金援助を行ってラクーンシティ警察に設立した特殊作戦部隊。S.T.A.R.S.とは「Special Tactics and Rescue Squad（特殊戦術及び救助部隊）」の頭文字を取った名前である。原作ゲームシリーズにおける正式名称は「Special Tactics and Rescue Service」であり、実写映画版では、S.T.A.R.S.の最後の「S」の文字が、奉仕活動を意味する「Service」から、分隊を意味する「Squad」に変更されている。分隊とは10名前後の小規模な部隊を意味する。
ジル・バレンタイン（Jill Valentine）
演 - シエンナ・ギロリー
ラクーンシティ警察の特殊部隊S.T.A.R.S.に所属する若き女性隊員。ラクーンシティで発行されている新聞に「S.T.A.R.S.の新星（S.T.A.R.S. Star）」と評されるほど、将来有望な若手隊員として持て囃されていたが、物語開始前にラクーンシティ郊外のアークレイ山地で発生していた猟奇殺人事件の調査中に、アンデッドと交戦する事件に巻き込まれる。
事件に巻き込まれる中で、猟奇殺人事件の犯人がアンデッドであることと、アンデッドを生み出した当事者が、世界有数の巨大民間企業であるアンブレラ社であることを掴んだものの、ラクーンシティ警察の署長であり、アンブレラ社から多額の資金援助を受けて設立された特殊部隊S.T.A.R.S.の隊長も務めるライアン・ヘンダーソンによって事件の真相を揉み消され、ジル本人は圧力を受けて無期限の自宅謹慎処分となってしまった。しかしラクーンシティで発生したバイオハザードによるアンデッドの出現を機に出動命令を受け、行動を開始する。
本作における彼女の衣装は、原作ゲーム『3』におけるジルの私服姿を忠実に再現したものとなっている。さらにジル役を演じたシエンナ・ギロリーは、ジルを演じるにあたって、原作ゲーム内におけるジルの動きの癖や身振りを徹底的に研究しており、待機する際に腰に手を当てる仕草や、ゲーム中の歩き方などが映画においても再現されている。
ペイトン・ウェルズ（Peyton Wells）
演 - ラズ・アドティ
ラクーンシティ警察の特殊部隊S.T.A.R.S.に所属する黒人の男性隊員。ジルの上司かつ戦友であり、親交も深い。
ラクーンシティの入り口の一つであるレイヴンズ・ゲート・ブリッジにて、アンブレラ社が実施していた検疫に協力し、町から脱出しようと押し寄せる市民たちを誘導していたが、心臓発作を起こして死亡した市民の一人がアンデッドへ転化し、足を噛みつかれてT-ウイルスに感染してしまう。
T-ウイルスに感染してから時間が経ちすぎてしまい、映画の中盤のラクーンシティ墓地にて、もう助からないと悟ったアリスによって銃を突きつけられるが、ジルによって阻止される。その後も生き延びていたが、最後はアリスの警告を無視して強引に道を進んだ結果、ネメシスに銃殺されてしまった。その後アンデッド化してジルに襲いかかるも、眉間を撃ち抜かれて完全に絶命する。
本作には、ペイトンを含めて、原作ゲームには登場しないラクーンシティ警察の特殊部隊S.T.A.R.S.の映画オリジナルメンバーが数多く登場するが、これら全ての男性隊員の衣装は、原作ゲーム『1』におけるS.T.A.R.S.在籍時のクリス・レッドフィールドが着用するS.T.A.R.S.の制服を再現したものとなっている。
ライアン・ヘンダーソン（Captain Henderson）
演 - デイブ・ニコラス
ラクーンシティ警察の特殊部隊S.T.A.R.S.の隊長兼ラクーンシティ警察の署長を務める中年男性。
S.T.A.R.S.に多額の資金提供を行っているアンブレラ社の傀儡であり、物語開始前にラクーンシティ郊外のアークレイ山地で発生していた猟奇殺人事件が、アンブレラ社の生み出したアンデッドによるものであることを主張したジル・バレンタインを自宅謹慎処分とし、猟奇殺人事件の真相を揉み消した。
実際にアンデッドを目撃したことはなかったようで、ラクーンシティにアンデッドが出現し、映画冒頭のラクーンシティ警察署のシーンで初登場した際は、慌てていたところをジルから「頭を撃ち抜きなさい」とアドバイスを受けた。
後に登場した際は、他のS.T.A.R.S.隊員と共に市内の建物の中に籠城し、逃げ込んできたL.J.を迎え入れるなどしていたが、直後に出現したネメシスによって殺害された。

### ラクーンシティの一般市民
ロイド・ジェファーソン・ウェイド（L.J.）
演 - マイク・エップス
ラクーンシティ警察署にスリの容疑で捕まっていた黒人男性。ジルや生存者のS.T.A.R.S.隊員たちに助けられた後、アリスたちと共に行動する。
テリ・モラレス（Terri Morales）
演 - サンドリーヌ・ホルト
ラクーンシティのテレビ局で放送しているテレビ番組『ラクーン7』の女性ニュースキャスター。職業柄からか精神安定剤を大量に服用しており、キース・デカンディード著の本作の小説版や、約4分の追加映像を収録した本作のエクステンデッド・カット版では、ラクーンシティの墓地でそれをアリスに注意されて薬を処分される場面がある。
ラクーンシティにアンデッドが現れた後は、町がアンデッドに襲われてパニックになる様子や、アンブレラ社が市外に脱出しようとする市民を非合法に銃撃する様子などをドキュメンタリーとして、小型カメラで撮影し続けている。本人曰く、これはラクーンシティで起きた真実を世界に向けて告発し、エミー賞を受賞するためとのこと。
ラクーンシティから脱出するためにアリスらと行動を共にし、脱出の鍵を握るアンジェラを救うためにラクーンシティ小学校に向かったが、アンジェラを手分けして探すために単独行動していたところを生徒のアンデッドの集団に襲われて死亡する。
彼女がラクーンシティで起きた出来事を撮影し続けていたカメラは、後にジルの手に渡り、アリスやジルたちが町から脱出した後にアンブレラ社の告発資料として提出されたが、アンブレラ社の情報操作によって、それらは「捏造された映像」であると処理されてしまい、ジルたちはデマ犯として指名手配されて警察などから追われ続ける身になった。
アンジェラ・アシュフォード（Angie Ashford）
演 - ソフィー・ヴァヴァサー
ラクーンシティ小学校に通っているチャールズの一人娘で、愛称はアンジー。難病の筋ジストロフィーを患っていたが、チャールズの開発したT-ウイルスによって治癒した。ただし、ウイルスの変異を抑えるために定期的に抗ウイルスワクチンを接種している。アンブレラ社によってチャールズの元へ連行される途中に交通事故に巻き込まれて車が大破するも怪我もなく奇跡的に無事で、再び学校に隠れていたところをアリスたちに助けられる。

### U.B.C.S.(アンブレラ・バイオハザード対策部隊)
アンブレラ社が保有する私設の特殊部隊。U.B.C.S.とは「Umbrella Biohazard Countermeasure Service（アンブレラ・バイオハザード対策部隊）」の頭文字を取った名前である。ラクーンシティでのアンデッドの出現を機にアンブレラによって派遣され、アンデッドの掃討などを行っていた。危険な任務を伴うU.B.C.S.の隊員たちは、表社会では生きていくことができない、社会のはみ出し者で構成されており、任務で負傷してもアンブレラによる救済措置などは何もなく、隊長であるカルロス自身も、自分たちが会社の消耗品であることを自覚していた。
カルロス・オリヴェイラ（Carlos Olivera）
演 - オデッド・フェール
アンブレラ社が保有するバイオハザード対策部隊U.B.C.S.の隊長。仲間と共にラクーンシティへ派遣されたが、部隊が壊滅し、アンブレラにも見捨てられてしまったため、アンブレラを見限って脱出を目指す。南アメリカ出身で、尋常でない反動があるデザートイーグルを2丁同時に射撃できるほど身体能力は高い。
原作のような軽い雰囲気はなく、また原作のカルロスより年配である。どちらかと言えば原作におけるクリスに近いキャラクターである。
ニコライ・ジノビエフ（Nicholai Genovaef）
演 - ザック・ウォード
U.B.C.S.の軍曹。カルロスの事実上の副官のような立場である。カルロスやユーリと共にラクーンシティからの脱出を目指す。
ゾンビ化が始まったユーリを最後まで見捨てずに助けようとするなど非常に仲間想いでありカルロスからも相棒として信頼されているなど原作のニコライとは正反対のキャラクターである。
ラクーンシティ小学校でジルとアンジェラに出会い彼女らを助けるもすぐに2体のゾンビ犬に襲われ死亡した。
ユーリ・ロギーノワ（Yuri Loginova）
演 - ステファン・ヘイズ
U.B.C.S.の隊員。カルロスやニコライと行動を共にしていたが、アンデッドに噛まれてT-ウイルスに感染する。その後、アンデッド化してカルロスに噛み付くが、ニコライに射殺される。

### アンブレラ社
ティモシー・ケイン少佐（Major Cain）
演 - トーマス・クレッチマン
アンブレラ社のラクーンシティ隔離部隊指揮官およびCSA少佐。ネメシス計画およびラクーンシティ消毒に使用する核ミサイル発射を任されている。冷酷な性格で、ラクーンシティの出口にまで感染者がいたのを知った瞬間から、非感染者関係なく銃を向けてラクーンシティに追いやって封鎖し、アリスがネメシスとの決闘を拒絶すると、チャールズを娘の目の前で平然と射殺した。後にアリスとネメシスが共闘を張った上、ジルやカルロスらの反撃に遭い、ヘリで脱出する際はアリスに「事態を打開するための第一歩」としてゾンビの集団の中に放り込まれる。落ちていた銃でゾンビに応戦したが、弾切れとなって自殺もできなくなった所へ、最期は自らが射殺した後、ゾンビ化したチャールズに食い殺された。
中尉（Lieutenant）
演 - ジム・コドリントン
黒人。ケインの補佐的存在。
チャールズ・アシュフォード博士（Dr.Ashford）
演 - ジャレッド・ハリス
T-ウィルスを開発した、車椅子に乗る科学者。避難しきれなかった娘のアンジェラを救うべく、公衆電話を介して密かにアリスたちと交換条件で脱出するための情報を教える。終盤でケインにそのことを知られた上、撃ち殺される。後にゾンビ化し、ケインに襲い掛かり、食い殺した。
元々、T-ウイルスは筋ジストロフィーを患った娘のアンジェラの治療のために研究していたものであり、それをアンブレラに奪われたことに後悔と苦悩を抱えていた。
原作におけるウィリアム・バーキン博士に近い立ち位置のキャラクターだが、上記のように娘への愛情や道徳心もある。また、アシュフォードという名字だが原作のアシュフォード家とは設定的な関連もほぼ皆無である。
サミュエル・アイザックス博士（Dr.Issacs）
演 - イアン・グレン
アンブレラ社の科学部門のヘッド。ハイブから脱出したアリスとマットにT-ウイルスを投与し、施術を施して「ネメシス計画」などを始動した張本人である。映画の終盤でラクーンシティ爆破の衝撃で負傷したアリスをアークレイ山地にて救出し、治療して「アリス計画」を始動した。
後に公開された、シリーズ6作目にて、本物のアイザックス博士はハイブ内の装置で他のアンブレラ社幹部と共にコールドスリープされており、今作に登場したアイザックス博士はオリジナルの記憶を移植されたクローンの一体であることが判明した。

## 登場クリーチャー
詳細はバイオハザードシリーズ#登場クリーチャーや個別項目を参照。
アンデッド/ゾンビ（Undead/Zombie）
T-ウイルスに感染したラクーンシティの市民たちの成れの果て。最も本能的な欲求である「食欲」に突き動かされ、生き残っている市民たちを次々と襲う。
本作では町全体が舞台であるため、多種多様な外観のアンデッドが登場する。中には 半裸のストリッパーや子供のアンデッドなど、原作ゲームシリーズでは、レーティングの関係上、登場させることが不可能なゾンビも登場している。
ゾンビ犬（ZombieDog）
R.P.D.の警察犬のドーベルマンが、T-ウイルスに二次感染してアンデッド化したもの。こちらは筋力が損なわれておらず、俊敏な動きで獲物に襲いかかる。
リッカー（Licker）
アンブレラ社が、人間の生体組織に直接T-ウイルスを注入して作り出した生物兵器。不安定な性質のため生物兵器としては失敗作とされている。名称の「リッカー（Licker）」とは「舐めるもの」を意味する英語の造語である。
本作では地下研究所のハイブから抜け出して、ラクーンシティの教会に隠れていた個体が3体登場する。新鮮な人間のDNAを採取することで、変異し巨大化する特性を持つが、本作では変異する前に全てアリスによって撃退された。
ネメシス（Nemesis）
演 - マシュー・G・テイラー
アンブレラ社の「ネメシス計画（Nemesis Program）」において誕生した強靭な人型生物兵器で、本作のボスクリーチャー。「ネメシス（Nemesis）」とは、ギリシア神話に登場する義憤の女神の名前に由来する。
前作『I』の終盤で、リッカーに傷つけられ、T-ウイルスに感染したマット・アディソンが、通常のアンデッド化とは異なる変異を起こしていたことから、アンブレラ社のアイザックス博士とケイン少佐に、T-ウイルスとの適性を見込まれて、ネメシス計画の実験体となった。
T-ウイルスとの適合により、T-ウイルス製生物兵器の欠点の一つである知能の低下を克服しており、アンブレラ社から与えられた命令を忠実に遂行し、ロケットランチャーやレールガンを扱うことができる程度の知性を有する。
ネメシスの視界はヘッドアップディスプレイのように様々な情報が逐一表示されており、視界に入った人間の武装状態を認識し、脅威であれば排除を行う。アンブレラ社の衛星システムを介して命令を受け取り、受け取った命令はネメシスの視界に文字として表示される。
映画劇中でラクーンシティ警察の特殊部隊S.T.A.R.S.が籠城する建物の前に登場した際には、ネメシス計画を遂行するアンブレラ社のケイン少佐から「KILL S.T.A.R.S. MEMBERS（S.T.A.R.S.メンバーを殺せ）」という命令を受け取り、手にしていたロケットランチャーとレールガンを使って、瞬く間にS.T.A.R.S.隊員たちを抹殺した。S.T.A.R.S.隊員と一緒に隠れていたL.J.に関しては、愛銃を放棄して武装を解除したため「危険度ゼロ」と判断して攻撃しなかった。
ネメシスと同様に、アイザックス博士からT-ウイルスを投与され、施術を受けたアリスとは、兄妹のような存在で、施術中に取ったデータ上では、アリスとネメシスの強さは互角であったとケイン少佐は語っている。
アリスとネメシスが初めて邂逅した際には、ネメシス計画が完全始動し、どちらがT-ウイルスと完全適合して進化を遂げたかを見極めるために、ネメシスにアリスと戦うように命令を下し、ネメシスは執拗にアリスを追跡するようになった。
アリスたちがラクーンシティからの脱出を果たすために、市庁舎にやってきた際、ケイン少佐は、アリスの仲間のジルたちを拘束し、アリスとネメシスの一騎打ちとなるよう舞台を整えた。戦いの中でネメシスよりもアリスのほうが肉体的な変異を起こさずに、優れた能力を次々と発揮したことで、ケイン少佐はネメシスを見限り、「ネメシスは進化の袋小路に入ってしまった」とばっさり切り捨てたが、この発言により、ネメシスはマットとしての自我に目覚め、アンブレラ社を裏切ってアリスたちの味方に付いた。
その後はアンブレラの隊員たちに攻撃を行っていたが、最後は自身が放ったロケットランチャーの直撃によって墜落してきたヘリの下敷きになり死亡した。
原作ゲームシリーズでは、T-ウイルス研究の集大成として生まれたB.O.W.「タイラント」を素体として、「NE-α」と呼ばれる寄生生物を寄生させることで誕生した、タイラントを超える最強の生物兵器であり、原作における正式名称は「ネメシス-T型」であったが、本作ではタイラントを素体にした設定や「NE-α」を寄生させた設定などは無く、単に「ネメシス」と呼称される。
原作ゲーム『3』で使用する武器はロケットランチャーのみだったが、本作ではさらにレールガンを用いる。書籍「BIOHAZARD CASE RECORDS 映画『バイオハザード』全記録」内の本作の武器の制作を担当したチャールズ・テイラーの解説によると、劇中でネメシスが使用したレールガンは、軍用ヘリコプターに搭載されるM134ミニガンを改良した物であり、銃身を36cmまで短くすると同時に、銃口にマズルブレーキを追加して、弾丸を発射する際に燃える火薬がプラズマ効果を発揮するように設計したと解説されている。なお、映画公開後の2012年に発売されたゲーム作品『バイオハザード オペレーション・ラクーンシティ』に登場するネメシスには、レールガンを用いる設定と、ネメシスの視界がヘッドアップディスプレイのように様々な情報が逐一表示されるという映画独自の設定が、ゲームに逆輸入される形で踏襲されている。
映画劇中でのビジュアルは、原作ゲーム『3』における「ネメシス-T型 第一形態」のデザインが忠実に再現されているが、原作では白濁した瞳をしていたのに対し、映画では青色の瞳となっている点が異なっている。これは素体となったマットの瞳がそのまま残されているためであり、ネメシスの正体がマットであることにアリスが気が付くきっかけになった。

## 日本語吹替
| 役名                                     | 俳優                   | 日本語吹替                                                               | 日本語吹替 |
| 役名                                     | 俳優                   | ソフト版                                                                 | フジテレビ版                                                                                                   |
| ---------------------------------------- | ---------------------- | ------------------------------------------------------------------------ | --- |
| アリス・アバーナシー                     | ミラ・ジョヴォヴィッチ | 本田貴子                                                                 | 岡寛恵 |
| ジル・バレンタイン                       | シエンナ・ギロリー     | 湯屋敦子                                                                 | 岡本麻弥 |
| チャールズ・アシュフォード博士           | ジャレッド・ハリス     | 石住昭彦                                                                 | 野島昭生 |
| カルロス・オリヴェイラ                   | オデッド・フェール     | てらそままさき                                                           | 江原正士 |
| アンジェラ（アンジー）・アシュフォード   | ソフィー・ヴァヴァサー | 三村ゆうな                                                               | 嶋村侑 |
| ティモシー・ケイン                       | トーマス・クレッチマン | 田中秀幸                                                                 | 野沢那智 |
| 中尉                                     | ジム・コドリントン     | 木村雅史                                                                 | 乃村健次 |
| ロイド・ジェファーソン・ウェイド（L.J.） | マイク・エップス       | 江川央生                                                                 | 高木渉 |
| テリ・モラレス                           | サンドリーヌ・ホルト   | 金沢映子                                                                 | 雨蘭咲木子 |
| ニコライ・ジノフェフ                     | ザック・ウォード       | 横堀悦夫                                                                 | 小山力也 |
| ペイトン・ウェルズ                       | ラズ・アドティ         | 乃村健次                                                                 | 小杉十郎太 |
| サミュエル（サム）・アイザックス博士     | イアン・グレン         | 水内清光                                                                 | 大塚芳忠 |
| ユーリ・ロギーノワ                       | ステファン・ヘイズ     |                                                                          | 斉藤次郎 |
| その他                                   |                        | 咲野俊介 MAI 村治学 うすいたかやす 島宗りつこ 有村智子 新垣樽助 小林裕幸 | 飯島肇 稲葉実 志村知幸 樋口あかり 風間秀郎 室園丈裕 仲野裕 木村雅史 武田華 百々麻子 田中晶子 堀川仁 新田万紀子 |
| 日本語版制作スタッフ                     |                        |                                                                          | |
| 演出                                     |                        | 中野洋志                                                                 | 高橋剛 |
| 翻訳                                     | 太田直子               | 藤澤睦実                                                                 | 栗原とみ子 |
| 調整                                     |                        | 亀田亮治                                                                 | 栗林秀年 |
| 録音                                     |                        |                                                                          | スタジオザウルス                                                                                               |
| 制作                                     |                        | ACクリエイト                                                             | グロービジョン                                                                                                 |
| 初回放送                                 |                        |                                                                          | 2007年11月3日 『土曜プレミアム』 21:20-23:30                                                                   |

- テレビ朝日『日曜洋画劇場』でもフジテレビ版の素材を使用。

※2015年10月7日発売の「吹替洋画劇場」シリーズ「吹替洋画劇場『バイオハザードII アポカリプス』デラックス エディション」Blu-rayには本編ディスクとは別に、フジテレビ版（約87分）の吹き替え版を収録した特典ディスクが付属している。

## テレビ放映
| 回数 | テレビ局   | 番組名（放送枠名）         | 放送日         | 放送時間      | 放送分数 | 視聴率 | 備考 |
| ---- | ---------- | -------------------------- | -------------- | ------------- | -------- | ------ | --- |
| 1    | フジテレビ | 土曜プレミアム             | 2007年11月3日  | 21:20 - 23:30 | 130分    | 17.6%  | |
| 2    | テレビ朝日 | 日曜洋画劇場               | 2009年4月19日  | 21:00 - 22:54 | 114分    | 14.8%  | |
| 3    | テレビ朝日 | 日曜洋画劇場               | 2010年9月19日  | 21:00 - 22:54 | 114分    | 15.1%  | |
| 4    | フジテレビ | ミッドナイトアートシアター | 2012年8月14日  | 26:00 - 27:55 | 115分    |        | 関東ローカルでの放送。 |
| 5    | テレビ朝日 | 日曜洋画劇場               | 2012年9月9日   | 21:00 - 23:10 | 130分    | 14.1%  | 元々は「Qさま!!」の特番を予定していたが、9月1日にお笑い芸人・スギちゃんが収録中に骨折する事故が発生してしまい放送を取りやめ。急遽放送することになり、翌週元々放送が決まっていた「バイオハザードIV アフターライフ」を放送するため、2週連続して「バイオハザード」シリーズを放送することに。 |
| 6    | テレビ朝日 | 日曜洋画劇場               | 2014年11月16日 | 21:20 - 23:30 | 130分    | 9.9%   | 日米野球2014第4戦が延長のため、通常放送より20分遅れで放送された。 前作と今作の映像を再編集させた『バイオハザード＋バイオハザードII アポカリプス 特別版』が放送された。 |
| 7    | テレビ朝日 | 日曜洋画劇場               | 2016年10月30日 | 21:15 - 23:10 | 115分    | 6.8%   | フィギュアスケートグランプリシリーズ 第2戦カナダ大会放送のため、通常より15分遅れて放送開始し、15分短縮しての放送だった。 「日曜洋画劇場」放送開始50周年を記念しての放送。この日から新オープニングが放送された。                                                                           |
| 8    | テレビ東京 | 午後のロードショー         | 2017年3月21日  | 13:50 - 15:55 | 125分    | 2.7%   | |

- 視聴率はビデオリサーチ調べ、関東地区・世帯・リアルタイム。

## スタッフ
- 監督 - アレクサンダー・ウィット（英語版）
- 製作 - ポール・W・S・アンダーソン、ジェレミー・ボルト、ドン・カーモディ
- 製作総指揮 - ベルント・アイヒンガー、サミュエル・ハディダ、ヴィクター・ハディダ、ロバート・クルツァー
- 脚本 - ポール・W・S・アンダーソン
- 撮影 - クリスチャン・セバルト、デレク・ロジャース
- 編集 - エディ・ハミルトン
- 音楽 - ジェフ・ダナ
- 原案 - カプコン『バイオハザード』
- ノヴェライズ本 - 角川ホラー文庫
- 視覚効果 - ダブル・ネガティブ

## 作品解説
前作『I』は、原作ゲームキャラクターが一人も登場せず、原作ゲームの世界観や設定の一部のみを取り入れ、独自に発展させた作品だった。本作では前作とは打って変わり、原作ゲームの主要人物を登場させるなど、ゲーム世界との融合が大きなテーマとなっている。本作では特に『バイオハザード3 LAST ESCAPE』の世界観や要素と多く踏襲しており、原作ゲームの主人公の一人ジル・バレンタインやその仲間カルロス・オリヴェイラ、クリーチャーの追跡者「ネメシス」などが登場している。

### 配役
ジルを演じたシエンナは、役作りにおいてゲームのジルの動きを事細かく研究し、演技で実践した。その評判は高く、ゲームシリーズの大ファンだったミラを唸らせたほか、映画版に対して否定的だったゲームファンからも「容姿を含め、ゲームから飛び出した本物のジル」と絶賛された。本作でシエンナは、英国でいくつか受賞をしている。

### ロケ地

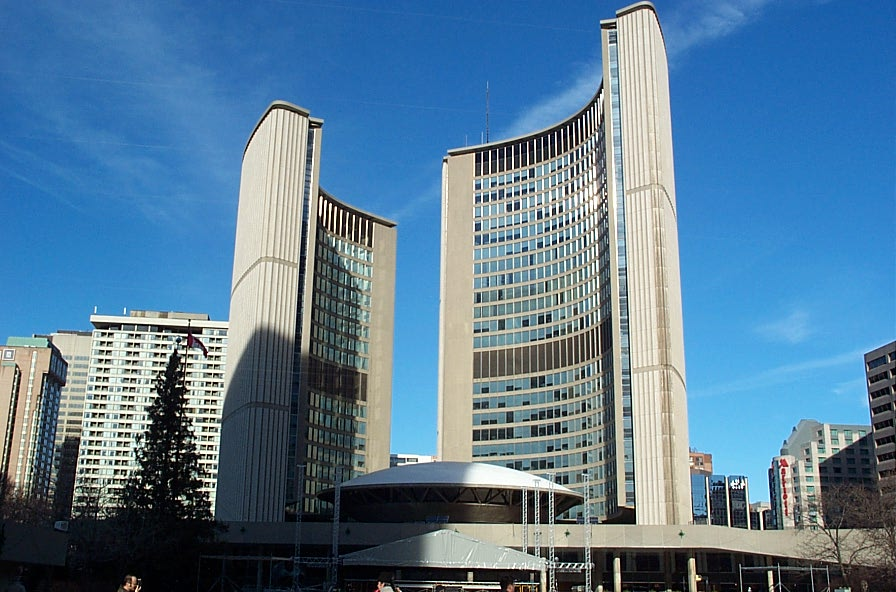
劇中に登場したトロント市庁舎。

舞台となるラクーンシティはカナダのトロントとその近郊の町ハミルトンで撮影された。これは撮影前の1年前トロントでサーズが流行し、映画のロケ地として使う別の映画の撮影グループがいなかったことと、原作のラクーンシティの街並みとのイメージが合致したことにより、ロケ地に選ばれた。しかし、夜の撮影が大半を占めていたため、銃声や爆発音による近所迷惑などを考慮しながら撮影することとなった。
アンブレラ社の研究所のロケ地には、トロント市庁舎のツインタワービルが使用されている。

### 撮影
アリスがビルから垂直に駆け下りるシーンは、ミラ本人がビルを駆け下ったのは地上25m地点からで、屋上から25mまでの撮影は女性スタントマンが行った。この時、体がビルの壁面から離れないようにするために別のワイヤーで体を固定して撮影を行った。その後、デジタル処理で体と壁面を繋いでいたワイヤーを消している。
スタントマンがやるという話が出た際、ミラ本人は「怖くないし、自分でやりたい」と屋上から駆け下るのを猛烈に要望したが、結局監督の説得で25mからの駆け下りを行うことで本人は不満ながらも承諾した。しかし、実際にミラが25mを駆け下りたところ恐怖で足がすくんでしまったと語っている。
またアリスへのヘリからの機銃掃射を逃げるシーンや、ネメシスのロケットランチャーをジャンプして避けて砲弾がパトカーに直撃するシーン、ガラス窓やガラス戸を突き破って進入するシーンを演じたのも、前述と同じスタントマンで、ヘリの機銃掃射を逃げるシーンではガラスの割れていく通路の中を走る映像をスタントマンが演じ、後で撮影スタジオ内のブルーバックスクリーンにて女性スタントマンの走ったコースと同じ曲線を走るミラを撮影、それらをデジタル合成でスタントマンの顔をミラの顔に挿げ替えている。
アリスがネメシスに向かって発砲しながら接近し、木箱を踏み台にして飛びかかるシーンでは、最初は木箱の上で止まって銃を撃ち続けるという内容だった。しかし練習でミラが行った際、走っていた時の勢いが付いていたために木箱から転落、失神するアクシデントが起きたため、木箱からジャンプしてネメシスに飛びかかるという内容に変更された。

### 演出
冒頭に異常気象の猛暑だとテリが担当するニュースで語られている。これはアリスやジルの衣装を薄着でセクシーなものにするためのミラのアイディア。しかし、撮影時は非常に寒く、物語の設定上屋外で夜間の撮影が多かったため女性ヒロイン2人はとても大変だった。そのため男性陣は皆寒くても文句は言えなかったという。

### オマージュ
舞台背景や演出など、原作ゲーム『3』の設定が多く踏襲されている他に、『バイオハザード CODE:Veronica』（以降、『CV』）のゲーム冒頭のオープニングムービーを再現したアクションシーンも存在する。これらのアイディアは、本作の制作・脚本を務めたポール・W・S・アンダーソンの意向により取り入れられたと語られている。
また、アンジェラとチャールズの親子の苗字は、原作ゲーム『CV』に登場する敵であるアルフレッドとアレクシアの兄妹と同じ「アシュフォード（Ashford）」である。
また、アンデッド（ゾンビ）の大群によってラクーンシティ警察署（以降、「R.P.D.」）の警官たちやアンブレラ社特殊部隊（以降、「U.B.C.S.」）の隊員たちが全滅していくシーンは原作ゲーム『3』におけるオープニングの市街戦の再現、終盤におけるアリスのアクションシーンは『CV』のオープニング映像におけるクレア・レッドフィールドのアクションシーンの再現となっている（「ガラス越しに攻撃ヘリコプターから放たれた機銃の掃射を、走りながらかわす」や「降伏のフリをして手から落とした拳銃を、地面に着く直前に拾って発砲する」シーンなど）。

## 小説版
バイオハザードII アポカリプス
著 - キース・デカンディード、訳 - 富永和子（角川ホラー文庫、2004年）ISBN 978-4042943013

## エピソード
- NGシーンでは台詞や動きを忘れるものも多かったが、大半がL.J.役のマイクのアドリブでミラやシエンナらが爆笑してしまったことによる。
- アリスたちが墓地でゾンビの襲撃を受け、格闘で迎撃するシーンでジルに殴られるゾンビ役をしたエキストラが勢い余って墓石に頭をぶつけてしまった。この時、ジル役のシエンナは驚くあまり口を両手で隠していた。
- カルロスたちがアンブレラ社のヘリから投下されたネメシス用の装備を発見する直前にヘリに向かって手を振るシーンでは、背景の建物の少し手前にスタッフと思われる長髪の人物が立っており、画面外へ移動する。また、その直後も奥の方で右手に向かって歩いて行く男性が明確に写り込んでいる。
- ミラは撮影の休憩中、フジテレビのテレビ番組『トリビアの泉』の取材を15分ほど受けており、VTRに登場もした。
- ネメシス役のマシューが銃器を放つシーンを最初に撮ったのは、警察署内の廊下を逃げるアリスにガトリングガンを放つシーンだったが、外見では判断できないほどのガトリングガンの反動に押し負けてマシューがふらつき、さらに銃声の大きさで耳鳴りを起こして発砲後にマシューが自身の耳を叩く姿がメイキング映像に収められている。
- ラストでのアリスとネメシスの対決シーンでネメシスが鉄柱の鉄板を武器として剥がし取るシーンで、ちぎれた鉄柱の鉄板の先端の向きが対決中に横向きから縦向きに変わっている（本編にて確認）。
- 市庁舎屋上からスナイパーライフルで主人公一行を狙い、発射する直前にアリス・アバーナシーにスコープをふさがれて目を離したすきに蹴り飛ばされる狙撃手を演じているのは、本作の監督であるアレクサンダー・ウィットである。